# Svenska utlandsstyrkans insatser under 1900-talet
Denna artikel behandlar insatser som avslutades före år 2000. För övriga insatser, se Utlandsstyrkans insatser under 2000-talet

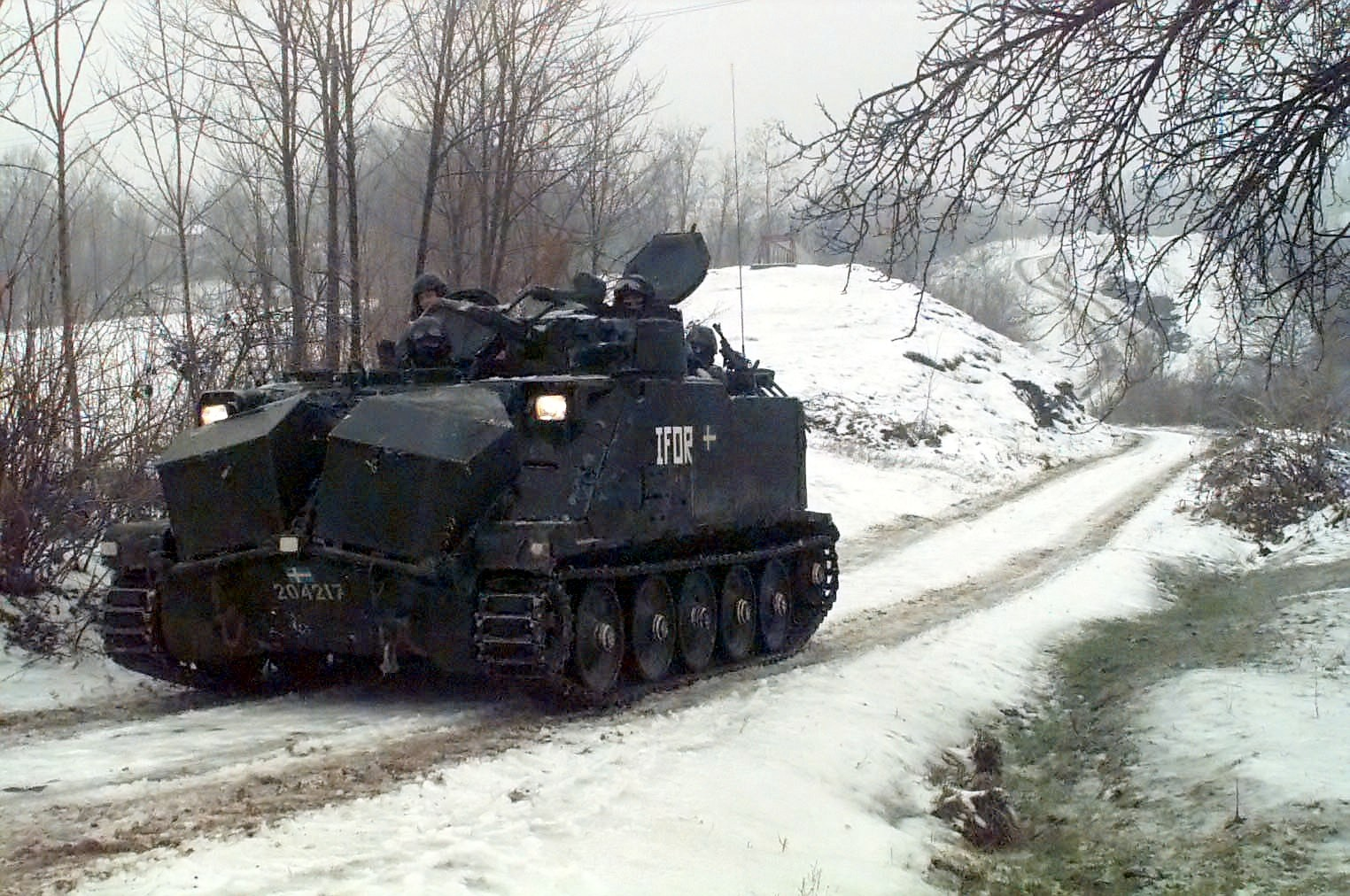
Svensk Pansarbandvagn 302 i Bosnien

Svenska utlandsstyrkan har en lång historia av att deltaga vid internationella insatser. I mitten av 1800-talet skickade Sverige fyra fregatter samt nästan 20 000 soldater för att hjälpa Danmark under Slesvig-holsteinska kriget. År 1911 skickades 38 svenska befäl till Persien för att på landets egen begäran bygga upp det persiska gendarmeriet för att det skulle kunna bekämpa röveri. Denna insats blev så lyckad att även Kina yttrade önskemål om en liknande insats, dessa planer förstördes dock av Första världskrigets utbrott, då svenska militärer behövdes i Sverige.

## Bosnien
Varaktighet: september 1993 - december 2005??

I Bosnien har utlandsstyrkan bidragit med personal till flera olika insatser. Först under FN:s ledning och senare under ledning av NATO och slutligen genom EU.

## Kosovo
Första bataljonen KS 01 tjänstgjorde i KFOR, Kosovo under sista året på 1900-talet, delvis 1999. Förbandet hade högkvarter i byn Hajvalia, men hade även enheter i bland annat Graçanica.

## Somalia
Varaktighet: December 1992 - December 1993

I Somalia bidrog Sverige med ett sjukhuskompani i Mogadishu. Insatsen skiljde sig från det normala genom att rotera var 3:e månad istället för det för utlandstyrkan mer normala var 6:e månad.

## Libanon
Varaktighet: Mars 1978 - 1994

I Libanon bidrog utlandsstyrkan med svensk trupp till den FN-ledda insatsen UNIFIL. Inledningsvis med ett sjukhuskompani som sedermera integrerades in i en större underhållsbataljon.

## Cypern
Varaktighet: Mars 1964 - hösten 1987
Under konflikten på Cypern skickade Sverige trupp till den FN-ledda insatsen UNFICYP. 

## Kongo
Varaktighet: 15 juli 1960 - 30 juni 1964

I Kongo bidrog utlandsstyrkan i början av 1960-talet till den FN-ledda insatsen ONUC (Opèration des Nations Unies au Congo). Sveriges bidrag uppgick till totalt 6 332 man, bland annat cirka 320 till flygförbandet F 22 Kongo.

## Mellanöstern
Varaktighet: November 1956 - juni 1967 samt 1973 - 1979

Sveriges första bidrag till FN:s fredsbevarande uppdrag gick till Mellanöstern och Suez, Gaza och Sinai. Insatserna kom att kallas UNEF (United Nations Emergency Force) och UNEF II.